# Pascal Breuer
Pascal Fabrice Breuer (* 26. Juli 1966 in München) ist ein französischer Theater- und Filmschauspieler, Synchronsprecher sowie Theaterregisseur.

## Leben
Pascal Breuer stammt aus einer Schauspieler- und Künstlerdynastie und ist österreichischer und französischer Abstammung. Sein Urgroßvater war der Opernsänger Hans Breuer. Sein Großvater, der Schauspieler Siegfried Breuer, hatte als Filmstar der 1940er und 1950er Jahre große Erfolge. Pascal Breuer ist der Sohn des Schauspielers Siegfried Breuer jr., der gemeinsam mit Romy Schneider in Die Deutschmeister (1955) gespielt hatte. Seine französische Mutter, die gelegentlich auch schauspielerisch tätig war und mit Lesungen auftrat, stammte aus der Normandie. Sein Bruder Jacques Breuer war ebenfalls als Schauspieler und Sprecher tätig.
Pascal Breuers Eltern trennten sich, als er 9 Jahre alt war, und er lebte fortan bei der Mutter. Mit 17 Jahren absolvierte er von 1984 bis 1986 seine Schauspielausbildung an der Otto-Falckenberg-Schule in München und ist seitdem u. a. in München, Düsseldorf, Frankfurt, Berlin und Köln auf der Bühne zu sehen. 2023 gastierte er bei den Bad Hersfelder Festspielen. In der Spielzeit 2023/24 war er in seiner Inszenierung Die Kehrseite der Medaille an der Komödie im Marquardt zu sehen.
Im Kriegsfilm The Big Red One von Samuel Fuller trat er 1980 neben Lee Marvin und Mark Hamill auf. 1983 war er Annemaries Bruder Hans in der Serie Nesthäkchen. Im Jahr 1993 spielte er in der Fernsehserie Wie Pech und Schwefel. In den Jahren 1995 bis 1996 war er in der Fernsehserie Inseln unter dem Wind zu sehen.
Er spielte als Gast- und Episodendarsteller in verschiedenen deutschen Fernsehserien wie Derrick, Der Alte, Der Fahnder, Diese Drombuschs, SOKO 5113, Das Traumschiff, Küstenwache und Siska.
Breuer arbeitet seit seiner Jugend als Synchronsprecher und später auch als Synchronregisseur. Er ist die deutsche Stimme des Bollywood-Schauspielers Shah Rukh Khan. Synchronrollen übernahm er auch in den US-Serien How I Met Your Mother oder Die Simpsons.
2006 wurde er mit dem Merkur-Theaterpreis für seine Darstellung in den Stücken Ladies Night, Die Feuerzangenbowle und Priestermacher ausgezeichnet. Am Theater führte er u. a. Regie für Die Kehrseite der Medaille und Eine Stunde Ruhe für das Euro-Studio Landgraf.
Neben seinen Schauspieltätigkeiten betreibt er den Upcycling-Shop wandelbar mit selbst kreierten Lampen und Möbeln.
Pascal Breuer war 13 Jahre mit der Schauspielerin Olivia Pascal liiert. Er ist mit der Schauspielerin Mia Geese liiert und lebt in München.

## Filmografie (Auswahl)
- 1978: Adoptionen (Fernsehfilm)
- 1980: The Big Red One (Kinofilm)
- 1981: Mutschmanns Reise (Fernsehfilm)
- 1981: Berlin Tunnel 21 (Fernsehfilm)
- 1982–1984: Derrick (Fernsehserie, 3 Folgen)
- 1983: Nesthäkchen (TV-Serie, 3 Folgen)
- 1984: Der Lehrer und andere Schulgeschichten (Fernsehfilm)
- 1984: Julia (Fernsehfilm)
- 1984–2007: Der Alte (Fernsehserie, 2 Folgen)
- 1985: Die Krimistunde (Fernsehserie, Folge 14, Episode: Der Mühe Lohn)
- 1985: Die Krimistunde (Fernsehserie, Folge 19, Episode: Dicker als Wasser)
- 1986: Of Pure Blood (Fernsehfilm)
- 1987: Die Krimistunde (Fernsehserie, Folge 26, Episode: Man muß dran glauben)
- 1988–1990: Der Fahnder (Fernsehserie, 2 Folgen)
- 1989: Mit Leib und Seele – Das arme Schwein (Fernsehserie, 1 Folge)
- 1990: Florian (TV-Mini-Serie)
- 1991: Das serbische Mädchen (Kinofilm)
- 1991: Sicher ist sicher (TV-Serie)
- 1991: Pfarrerin Lenau (TV-Serie, 3 Folgen)
- 1992: Diese Drombuschs (TV-Serie, 5 Folgen)
- 1992: Glückliche Reise – Australien (Fernsehreihe)
- 1993: Eurocops – Flamingo (Fernsehserie, 1 Folge)
- 1993: Wie Pech und Schwefel (TV-Serie)
- 1993: Das Traumschiff – Hongkong (Fernsehreihe)
- 1993–2012: SOKO 5113 (Fernsehserie, 4 Folgen)
- 1994: Wildbach (TV-Serie, 2 Folgen)
- 1994: Frankenberg – Ludolfs Geheimnis (Fernsehserie, 1 Folge)
- 1995: Ein Fall für zwei – Tod im Motel (Fernsehserie, 1 Folge)
- 1995: Rosamunde Pilcher: Wechselspiel der Liebe (Fernsehreihe)
- 1997: Weißblaue Wintergeschichten – Bruderherzen/Die Härte des Gesetzes (Fernsehserie)
- 1997: Geisterstunde – Fahrstuhl ins Jenseits (Fernsehserie, 1 Folge)
- 1998: Inseln unter dem Wind – Mörderischer Dreier (Fernsehserie, 1 Folge)
- 1998: Der Bulle von Tölz: Berg der Begierden (Fernsehserie, 1 Folge)
- 1999: Der gerade Weg (Fernsehfilm)
- 1999: Medicopter 117 – Jedes Leben zählt – Gejagt (Fernsehserie, 1 Folge)
- 2000: Rosamunde Pilcher – Zeit der Erkenntnis (Fernsehreihe)
- 2001: Jenseits des Regenbogens (Fernsehfilm)
- 2001–2006: Küstenwache (Fernsehserie, 2 Folgen)
- 2003–2015: SOKO Kitzbühel (Fernsehserie, 2 Folgen)
- 2004: Das Traumschiff – Australien (Fernsehreihe)
- 2005: Ein Paradies für Tiere (Fernsehfilm)
- 2005–2021: Die Rosenheim-Cops (Fernsehserie, 2 Folgen)
- 2005: Das Traumschiff – Oman (Fernsehreihe)
- 2006: Utta Danella – Der Himmel in deinen Augen (Fernsehreihe)
- 2006: Liebe, Babys und ein großes Herz (Fernsehserie, 1 Folge)
- 2006: Forsthaus Falkenau – Zu viel des Guten (Fernsehserie, 1 Folge)
- 2006–2008: Siska (Fernsehserie, 3 Folgen)
- 2007: Im Tal der wilden Rosen – Triumph der Liebe (Fernsehreihe)
- 2008: Ein Ferienhaus in Schottland (Fernsehfilm)
- 2010: Der Bergdoktor (Fernsehserie, 2 Folgen)
- 2010: Die grünen Hügel von Wales (Fernsehfilm)
- 2011: Der Film Deines Lebens (Kinofilm)
- 2012: Pfarrer Braun – Ausgegeigt! (Fernsehreihe)
- 2012: Ludwig II. (Kinofilm)
- 2016: Hubert und Staller – Neues Glück im alten Bett (Fernsehserie, 1 Folge)
- 2019: Aktenzeichen XY … ungelöst (Fernsehserie, 1 Folge)
- 2022: XY gelöst – Tödliche Entführung (Fernsehserie, 1 Folge)
- 2024: Laim und die Toten ohne Hosen (Fernsehreihe)

## Theater (Auswahl)

### Als Schauspieler
- 1985: Vatermord – Teamtheater München, Rolle: Walther
- 1986: Barfuß im Park – Teamtheater München, Rolle: Telefonmann
- 1986: Torch Song Triology – Residenztheater München, Rolle: David
- 1987: Einer muss der Dumme sein – Residenztheater München, Rolle: Victor
- 1987: Die Räuber – Residenztheater München, Rolle: Roller
- 1988: Die Sirenen – Gärtnerplatztheater München, Rolle: David
- 1989: Schule der Frauen – Teamtheater München, Rolle: Horace
- 1989: Schade, dass sie eine Hure ist – Negerhalle München, Rolle: Giovanni
- 1991: Die Kaktusblüte – Komödie im Bayerischen Hof München, Rolle: Igor Sullivan
- 1994–1995: Das Glas Wasser – Komödie im Bayerischen Hof München, Rolle: Masham
- 1994: Der muss es sein – Theatergastspiele Kempf München, Rolle: Bob
- 1995: Candida – Komödie im Bayerischen Hof München, Rolle: Marchbanks
- 1996: Der muss es sein – Theatergastspiele Kempf München, Rolle: Bob
- 2000: Avanti Avanti – Komödie im Bayerischen Hof München, Rolle: Baldasare Pantaleone
- 2001–2002: Eines langen Tages Reise in die Nacht (Theater-Tournee), Rolle: Edmund
- 2001–2002: Avanti Avanti (Theater-Tournee), Rolle: Baldasare Pantaleone
- 2001: Der muss es sein – Theatergastspiele Kempf München, Rolle: Bob
- 2001: Auf und davon – Theatergastspiele Kempf München, Rolle: Charlie
- 2001–2002: Auf und davon – Komödie im Bayerische Hof München, Rolle: Charlie
- 2002: Ein Traum von Hochzeit – Theater an der Kö Düsseldorf, Rolle: Bill
- 2004–2005: Ladies Night – Theater am Zoo Frankfurt, Rolle: Craig
- 2004–2017: Die Feuerzangenbowle – Komödie im Bayerischen Hof München, Rolle: Pfeiffer
- 2005–2006: Die Feuerzangenbowle (Theater-Tournee), Rolle: Pfeiffer
- 2005–2006: Priestermacher – Komödie im Bayerischen Hof München, Rolle: Rainer Berg
- 2006: Ladies Night – Komödie im Bayerischen Hof München und Tournee, Rolle: Craig
- 2008: Ladies Night – Komödie im Bayerischen Hof München und Tournee, Rolle: Craig
- 2009: Männerhort – Komödie im Bayerischen Hof München, Rolle: Lars
- 2010–2011: Ladies Night – Theater am Kurfürstendamm Berlin, Rolle: Craig
- 2010: Die 39 Stufen – Komödie im Bayerischen Hof München, Rolle: Richard Hannay
- 2011: Männerhort (Theater-Tournee), Rolle: Lars
- 2012: Ladies Night – Komödie im Bayerischen Hof München und Tournee, Rolle: Craig
- 2012: Butterbrot – Komödie im Bayerischen Hof München, Rolle: Peter
- 2012–2013: Warte, bis es dunkel ist – Komödie im Bayerischen Hof München und Tournee, Rolle: Mike Talman
- 2013–2014: Othello darf nicht platzen – Münchner Tournee und Komödie im Bayerischen Hof München, Rolle: Max
- 2014: Butterbrot (Theater-Tournee), Rolle: Peter
- 2015: Der Vorname – Theater an der Kö Düsseldorf und Theater am Dom Köln, Rolle: Vincent
- 2016: Der Vorname – Contra-Kreis-Theater Bonn und Komödie im Bayerischen Hof München, Rolle: Vincent
- 2019: Ladies Night – Theater am Dom Köln, Rolle: Craig
- 2020–2022: Schwiegermutter und andere Bosheiten – Komödie im Bayerischen Hof München, Rolle: Uwe
- 2022: Nein zum Geld – Theater am Dom und Bad Hersfelder Festspiele, Rolle: Richard

### Als Regisseur
- 2009–2010: Doppelzimmer von Stella Muller
- 2018–2019: Was dem einen Recht ist von Donald R. Wilde
- 2018–2019: Eine Stunde Ruhe von Florian Zeller (Bühnenfassung: P. Breuer)
- 2020: Schwiegermutter und andere Bosheiten von Alexander Ollig (Bühnenfassung: P. Breuer)
- 2021: Die Kehrseite der Medaille von Florian Zeller (Bühnenfassung: P. Breuer)

### Als Übersetzer und Bearbeiter
- Die ist nicht von Gestern von Garson Kanin (engl. Orig.: Born Yesterday, 1946)
- Bekenntnisse von Bill C. Davis (engl. Orig.: Avow, 1996)[11]

## Synchronrollen (Auswahl)
Shah Rukh Khan
- 1996: Im Auftrag der Liebe … als Arjun Singh
- 1997: Pardes … als Arjun Saagar
- 2000: Dinosaurier … als Aladar
- 2002: Ich gehöre dir, meine Liebe … als Gopal
- 2002: Saathiya – Sehnsucht nach dir … als Yeshwant Rao
- 2003: Lebe und denke nicht an morgen … als Aman Mathur
- 2003: Chalte Chalte – Wohin das Schicksal uns führt … als Raj Mathur
- 2004: In guten wie in schweren Tagen … als Rahul Raichand
- 2004: Swades – Heimat … als Mohan Bhargava
- 2004: Veer und Zaara – Die Legende einer Liebe … als Veer Prathap Singh
- 2004: Ich bin immer für Dich da! … als Major Ram Prasad Sharma
- 2004: Liebe für die Ewigkeit … als Dushant
- 2005: Kuch Kuch Hota Hai – Und ganz plötzlich ist es Liebe … als Rahul Khanna
- 2005: Denn meine Liebe ist unsterblich … als Raj Aryan Malhotra
- 2005: Asoka – Der Weg des Kriegers … als Asoka
- 2005: Der Babysitter-Cop – One 2 Ka 4 … als Arun
- 2005: Die Schöne und der Geist … als Kishan Lall
- 2006: Baazigar … als Ajay Sharma
- 2006: Kabhi Alvida Naa Kehna – Bis dass das Glück uns scheidet … als Dev Saran
- 2006: Don – Das Spiel beginnt … als Don/Vijay
- 2007: Dil To Pagal Hai – Mein Herz spielt verrückt … als Rahul
- 2007: Om Shanti Om … als Om Prakash Makhija/Om Kapoor
- 2007: Chak De! India – Ein unschlagbares Team … als Kabir Khan
- 2008: Darr … als Rahul Mehra
- 2008: Kismat Konnection … als Erzähler
- 2008: Bhoothnath – Ein Geist zum Liebhaben … als Aditya Sharma
- 2009: Von ganzem Herzen … als Amarkanth Varma
- 2008: Ein göttliches Paar … als Surinder Sahni
- 2009: Billu Barber … als Sahir Khan
- 2010: King Uncle … als Anil Bansal
- 2010: Sag Ja zur Liebe – Dulha Mil Gaya … als Pawan Raj Gandhi/PRG
- 2010: My Name Is Khan … als Rizvan Khan
- 2011: Don – The King is back … als Don
- 2011: RA.One – Superheld mit Herz … als Shekhar Subramaniam/G.One
- 2012: Solang ich lebe – Jab Tak Hai Jaan … als Samar Anand
- 2013: Chennai Express … als Rahul
- 2014: Happy New Year – Herzensdiebe … als Charlie Sharma
- 2016: Deewana – Im Zeichen der Liebe … als Raja Sahai
- 2016: Dilwale … als Raj Randhir Bakshi/Kaali
- 2016: Fan … Als Aryan Khanna/Gaurav
- 2017: Liebesbrief an das Leben – Dear Zindagi … als Dr. Jehangir Khan
- 2018: Zero ... als „Bauua Singh“
- 2023: Pathaan ... als Pathaan

Bret McKenzie
- 2003: Der Herr der Ringe: Die Rückkehr des Königs … als Lindir
- 2012: Der Hobbit – Eine unerwartete Reise … als Lindir

### Filme
- 1987: Full Metal Jacket – Vincent D’Onofrio … als Private Leonard „Gomer Pyle/Paula“ Lawrence
- 1990: Teenage Mutant Ninja Turtles – Josh Pais … als Raphael
- 1992: Schlafwandler – Brian Krause … als Charles Brady
- 1993: Robin Hood – Helden in Strumpfhosen – Matthew Porretta … als Will Scarlett O’Hara
- 1999: Der 200 Jahre Mann – Bradley Whitford … als Lloyd Charney
- 2000: Coyote Ugly – Adam Garcia … als Kevin O’Donnell
- 2002: Secretary – Jeremy Davies … als Peter
- 2002: Sherlock Holmes – Der Vampir von Whitechapel – Matthew Tiffin … als Bruder John
- 2007: Fantastic Four: Rise of the Silver Surfer – Laurence Fishburne … als Silver Surfer
- 2008: Twilight – Biss zum Morgengrauen – José Zúñiga … als Mr. Molina
- 2009: Blood Creek – Michael Fassbender … als Richard Wirth
- 2010: Submarine – Paddy Considine … als Graham Purvis
- 2011: Poliezei – Riccardo Scamarcio … als Francesco
- 2012: Der Diktator – Sacha Baron Cohen … als Aladeen
- 2015: Kind 44 – Paddy Considine … als Anatoly Malevich
- 2018: Forever My Girl – Peter Cambor … als Sam
- 2020: Der Fall Richard Jewell – Eric Mendenhall … als Eric Rudolph

### Serien
- 1987–1994: Hey Dad! – Christopher Mayer … als Simon Kelly
- 1992–1997: Sailor Moon – Katsuji Mori … als Neflite
- 1994–2000: Party of Five – Michael A. Goorjian … als Justin Thompson
- 1995: Slayers … als Roter Realso
- 1996–2003: Sabrina – Total Verhext! – Trevor Lissauer … als Miles Goodman
- 1998: One Piece – Toshio Furukawa … als Portgas D. Ace
- 1998–2006: Caillou … als Boris/Vater
- 2003: Inu Yasha – Ken Narita … als Sesshōmaru
- 2008: South Park … als Stephen Abootman
- 2008: South Park … als Britney Spears’ Manager
- 2011: Simsala Grimm – Dornröschen .... als Berthold
- 2012–2014: Revolution – David Lyons … als Sebastian Monroe (2. Stimme)
- 2016: Sailor Moon Crystal – Mitsuaki Madono … als Kenji Tsukino
- 2016: Tales of Symphonia – Hideyuki Tanaka … als Yggdrasil
- 2018: Mob Psycho 100 – Takahiro Sakurai … als Arataka Reigen
- 2020–2025: Mythic Quest: Raven’s Banquet … als David Brittlesbee
- 2022: Reincarnated as a Sword – Shinichirō Miki … als Meister

## Auszeichnungen
- 2006: Merkur-Theaterpreis